# Туше, Джон, 8-й граф Каслхейвен
Джон Туше (англ. John Tuchet; 2 августа 1724 — 22 апреля 1777) — британский аристократ, 8-й граф Каслхейвен, 8-й барон Одли из Орье и 6-й барон Одли из Хейли с 1769 года. Второй сын Джеймса Туше, 6-го графа Каслхейвена, и его жены Элизабет Арундел. Унаследовал семейные владения и титулы после смерти старшего брата Джеймса. Был женат на Сьюзен Дракс, но умер бездетным и стал последним представителем рода Туше. Его ирландские титулы больше не использовались, а английский титул барона Одли из Хейли был восстановлен позже для племянника, Джорджа Чикнесса.